# Mariners Apartment Complex
«Mariners Apartment Complex» (с англ. — «Квартирный комплекс „Маринерс“») — песня американской певицы Ланы Дель Рей, написанная ею и Джеком Антоноффом, по совместительству и спродюсировавшим её, с альбома Norman Fucking Rockwell! (2019). Премьера трека на радио BBC Radio 1, наряду с цифровым релизом, состоялась 12 сентября 2018 года.

## История создания

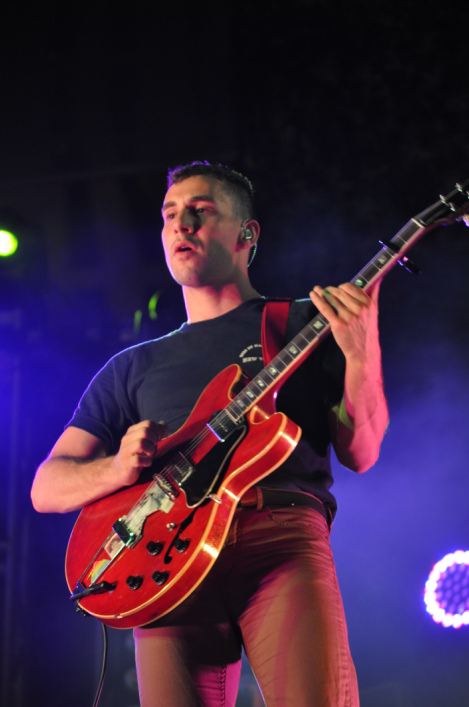
Джек Антонофф, соавтор и сопродюсер «Mariners Apartment Complex».

7 сентября 2018 года, через аккаунт в Instagram, Дель Рей анонсировала выход двух новых песен, «идеально подходящих для завершения лета», раскрыв название одной из двух — «Mariners Apartment Complex». К тому же исполнительница подтвердила, что оба трека были спродюсированы Джеком Антоноффом, лауреатом трёх премий «Грэмми», а над сведением работала звукорежиссёр Лора Сиск. Согласно пресс-релизу, опубликованному изданием The Fader, шестой альбом Дель Рей будет выпущен в 2019 году. Премьера «Mariners Apartment Complex» состоялась на британской радиостанции BBC Radio One 12 сентября в программе «Annie Mac», после чего исполнительница дала телефонное интервью, в рамках которого сообщила о следующем сингле, «Venice Bitch», который будет выпущен 18 сентября. Дель Рей также подробно рассказала о смысле песни:
Эта песня о том моменте, когда я гуляла вечером с парнем, с которым встречалась, и вдруг мы остановились у апартаментов его друга, он положил руку на моё плечо и сказал: «Знаешь, мне кажется, что мы вместе, потому что мы так похожи, — мы оба ненормальные», и я подумала, что это самое грустное, что я слышала. Я ответила: «Я не грустная, и я не знала, что ты считаешь, что мы похожи этим». Я сказала: «Вообще-то я себя хорошо чувствую». Он расстроился, а я написала эту песню, потому что было так много случаев, когда мне приходилось быть у руля, я освещала дорогу всем. Оригинальный текст (англ.)Well, this song is kind of about this time that I took a walk late at night with the guy I was seeing. We stopped in front of his friend’s apartment complex, and he put his hand on my shoulder and he said: «You know, I think we’re together because we’re both similar, like, we’re both really messed up». And I thought that was the saddest thing I ever heard. I said «I’m not sad, I didn’t know that that's what you thought you were relating to me on that level», and I said to him, «You know, I’m actually doing pretty good». He was upset and that was when I wrote this song, ’cause I thought I’ve had to do this so many times where I had to step into that role where I was showing the way and I was sort of being, like, the brighter light.
Дель Рей продолжила говорить, как она была приятно удивлена возможностью представить песню на радио — исполнительница рассчитывала на скромную промокампанию, сказав: «<…> Я думала, что просто выпущу её [песню], и мне будет хорошо от одной мысли, что она вышла для меня самой. Но это прекрасно — поделиться песней с людьми, я не ожидала этого».

## Музыкальный стиль и критика
«Mariners Apartment Complex» — это мрачная психоделическая рок-баллада в духе 1970-х, в записи которой использовались «меланхоличные» клавишные, акустическая гитара и пикирующие струнные. По мнению Марка Хогана из Pitchfork, «текст, который она [Дель Рей] шепчет также красиво, как и поёт, по обыкновению очень лестный и загадочный, имеющий отсылки к греческой мифологии. При всём том, она настаивает, что она не такая, как мы думали раньше, — она сильнее. „Я не свечка на ветру“, — заявляет Дель Рей, а затем: „Ты затерялся в океане, и я снова направляю твою лодку в мою сторону“. Суть ясна: этот мир принадлежит Лане, а мы просто его жители». В треке поднимаются «излюбленные» темы в творчестве Дель Рей: печаль и романтика. «Я — борт корабля, я — удары молнии, я — шторм / Та девушка, которая заставит тебя задуматься / Кто ты есть и кем ты был», напевает Дель Рей под аккомпанемент синтезаторных струнных и акустической гитары. По мнению критика журнала Paper, в тексте песни повествуется о «силе прощения и втором шансе в отношениях». В журнале Billboard отозвались о вокале исполнительницы в «Mariners Apartment Complex» как «роскошном, на фоне красивой гитары в духе кантри». Лейк Шатц из Consequence of Sound, напротив, назвал голос Дель Рей в песне «безжизненным».
В своей рецензии Марк Хоган из издания Pitchfork акцентирует вниманием на том, что Дель Рей «наконец нашла своё успокоительное»: «Она [исполнительница] приближается к сущности своей творческой натуры. Трип- и хип-хоп альбом, потрясающий Born to Die (2012), уступает место психоделическому рок-диску, медленному Ultraviolence (2014), вслед за которым идёт роскошный и мечтательный Honeymoon (2015). Прошлогодний великолепный альбом Lust for Life дарует нам характерную для творчества Ланы альт-поп грустную девушку, и сейчас она счастлива? Но „Mariners Apartment Complex“ на один шаг впереди. Она представляет Дель Рей как очень многосторонний персонаж, гавань в бушующем море <…> В этой композиции Лана наслаждается своими накопленными силами». Анна Гака, обозреватель издания Spin, назвала композицию «самоуверенной» и сравнила её звучание с треками альбома Lust for Life, в числе которых «13 Beaches» и «White Mustang».

## Музыкальное видео
Музыкальное видео, в котором приняли участие девушки из подтанцовки Дель Рей (Эшли Родригес и Александрия Кэйе), было срежиссировано сестрой Дель Рей, Кэролайн «Чак» Грант. Клип снят в чёрно-белых тонах и содержит снятые с воздуха кадры волн, бьющихся о скалы; в течение клипа Дель Рей прогуливается вдоль ограждённой территории и наблюдает за бабочкой на её ладони. Выход музыкального видео состоялся через платформу YouTube одновременно с релизом песни в цифровом формате.

## Список композиций
| №  | Название                     | Автор(ы)                     | Продюсер(ы)        | Длительность |
| -- | ---------------------------- | ---------------------------- | ------------------ | ------------ |
| 1. | «Mariners Apartment Complex» | Лана Дель Рей, Джек Антонофф | Дель Рей, Антонофф | 4:06         |

## Участники записи
Данные адаптированы с сайта Tidal.
- Лана Дель Рей — вокал, автор песни, продюсер
- Джек Антонофф — автор песни, продюсер, двенадцатиструнная акустическая гитара, электрогитара, рояль, меллотрон, драм-машина
- Лора Сиск — сведение